# Polyergus samurai
Polyergus samurai – gatunek mrówki z podrodziny Formicinae. Jest to narażony na wyginięcie gatunek spotykany jedynie w Japonii.